# Skye McCole Bartusiak
Skye McCole Bartusiak (Houston, 28 settembre 1992 – Houston, 19 luglio 2014) è stata un'attrice statunitense.

## Biografia
Ha debuttato al cinema nel 1999, a 7 anni, nel film Le regole della casa del sidro ed è anche nota per aver recitato nel thriller Don't Say a Word nel ruolo di Jessie, figlia di Michael Douglas.
È stata trovata senza vita nella sua abitazione di Houston nel luglio 2014 a soli 21 anni a causa di un'overdose accidentale di farmaci. Un anno dopo, nel 2015 morì anche sua madre.

## Premi
- Nel 2001 ha avuto una nomination per uno Young Artist Award Awards per l'interpretazione in Il patriota
- Nel 2002 ha avuto una nomination per uno Young Artist Award per l'interpretazione in Il tocco di un angelo
- Nel 2002 ha avuto una nomination per uno Screen Actors Guild Awards per l'interpretazione in Gli uomini della mia vita
- Nel 2003 ha vinto un Camie per l'interpretazione in Love Comes Softly

## Filmografia

### Cinema
- Le regole della casa del sidro (The Cider House Rules), regia di Lasse Hallström (1999)
- Profezie di morte (The Prophet's Game), regia di David Worth (2000)
- Il patriota (The Patriot), regia di Roland Emmerich (2000)
- Don't Say a Word, regia di Gary Fleder (2001)
- I ragazzi della mia vita (Riding in Cars with Boys), regia di Penny Marshall (2001)
- L'intrigo della collana (The Affair of the Necklace), regia di Charles Shyer (2001)
- The Vest, regia di Paul Gutrecht - cortometraggio (2003)
- Against the Ropes, regia di Charles S. Dutton (2004)
- Boogeyman - L'uomo nero (Boogeyman), regia di Stephen Kay (2005)
- Kill Your Darlings, regia di Björne Larson (2006)
- Once Not Far from Home, regia di Ben Van Hook - cortometraggio (2006)
- Razor Sharp, regia di Marcus Perry - cortometraggio (2006)
- Pineapple, regia di Damian Skinner (2008)
- A Fix, regia di Darren J. Butler. - cortometraggio (2008)
- American Primitive, regia di Gwen Wynne (2009)
- Good Day for It, regia di Nick Stagliano (2011)
- Twelve Hungry Men, regia di Victor DiGiovanni - cortometraggio (2012)
- Dr. Oscar Griffith: Hollywood Psychiatrist, regia di David B. Craig - cortometraggio (2012)
- Sick Boy, regia di Tim T. Cunningham e Natalie Shanks (2012)
- Bushido - cortometraggio (2013)
- Frame of Reference, regia di Kenneth Lindbloom - cortometraggio (2013)

### Televisione
- La tempesta del secolo (Storm of the Century) - miniserie TV, episodi 1x1-1x2-1x3 (1999)
- JAG - Avvocati in divisa (JAG) - serie TV, episodi 4x18 (1999)
- L'occhio gelido del testimone (Witness Protection), regia di Richard Pearce - film TV (1999)
- Giudice Amy (Judging Amy) - serie TV, episodi 1x11 (1999)
- Providence - serie TV, episodi 2x20 (2000)
- Frasier - serie TV, episodi 7x21 (2000)
- The Darkling, regia di Po-Chih Leong - film TV (2000)
- Law & Order - Unità vittime speciali (Law & Order: Special Victims Unit) - serie TV, episodi 2x4 (2000)
- Blonde - miniserie TV, episodi 1x1-1x2 (2001)
- Il tocco di un angelo (Touched by an Angel) - serie TV, episodi 8x3 (2001)
- L'incendiaria (Firestarter 2: Rekindled) - miniserie TV, episodi 1x1-1x2 (2002)
- Beyond the Prairie, Part 2: The True Story of Laura Ingalls Wilder, regia di Marcus Cole - film TV (2002)
- Flashpoint, regia di Félix Enríquez Alcalá - film TV (2002)
- 24 - serie TV, 8 episodi (2002-2003)
- L'amore arriva dolcemente (Love Comes Softly), regia di Michael Landon Jr. - film TV (2003)
- George Lopez - serie TV, episodi 4x7-4x8 (2004)
- Dr. House - Medical Division (House M.D.) - serie TV, episodi 1x19 (2005)
- Lost - serie TV, episodi 1x22 (2005)
- CSI - Scena del crimine (CSI: Crime Scene Investigation) - serie TV, episodi 6x3 (2005)
- Close to Home - Giustizia ad ogni costo (Close to Home) - serie TV, episodi 2x21 (2007)
- Runaway Home - miniserie TV (2010)

## Doppiatrici italiane
Nelle versioni in italiano delle opere in cui ha recitato, Skye McCole Bartusiak è stata doppiata da:
- Rossa Caputo in Don't Say a Word
- Claudia Mazza in Boogeyman - L'uomo nero
- Letizia Scifoni in CSI - Scena del crimine
- Letizia Ciampa ne L'occhio gelido del testimone